# Accidente del Hispano Aviación HA-200 de la Fundación Infante de Orleans de 2013
El accidente del Hispano Aviación HA-200 de la Fundación Infante de Orleans de 2013 fue un accidente aéreo de un Hispano Aviación HA-200 Saeta perteneciente a la Fundación Infante de Orleans, que tuvo lugar el 5 de mayo de 2013 durante una exhibición aérea de aeronaves históricas. El avión transportaba únicamente a su piloto, que resultó muerto. El aparato despegó del Aeródromo de Cuatro Vientos, próximo a Madrid, teniendo lugar el accidente en el mismo aeródromo poco antes de las 14:00 horas.

## Descripción del accidente
Testigos dijeron que el avión voló demasiado bajo en la última parte de la exhibición aérea, tras lo que chocó con el transformador eléctrico del aeropuerto y se estrelló. Los fragmentos de la aeronave causaron diversos daños en tierra, particularmente en un área de aparcamiento exterior y en las instalaciones del Cuerpo Nacional de Policía. Ninguno de estos daños, salvo en lo que respecta al avión siniestrado, tuvo efectos catastróficos. No obstante, la destrucción del transformador y un problema con los generadores de respaldo mantuvo al aeropuerto sin electricidad durante una hora y media, dificultando las labores de rescate y extinción de incendios. El avión resultó destruido.

## Víctimas
El piloto, Ladislao Tejedor Romero (35 años), comandante del Ejército del Aire de España, sobrevivió inicialmente al impacto y posterior incendio, pero falleció en el hospital poco después. Otras dos personas sufrieron lesiones leves y algunas más que acudieron en auxilio de las víctimas tuvieron que ser atendidas por inhalación de humos, sin mayores consecuencias.

## Causa
El presidente de la fundación organizadora de la exhibición calificó el accidente de «inexplicable y muy sorprendente», al tener en cuenta la experiencia del piloto, militar en activo. No obstante, el informe técnico emitido por la CIAIAC determinó que el accidente se debió a un error de pilotaje durante la maniobra final, en el que pudo influir el hecho de que el piloto estuviera acostumbrado a manejar aeronaves de combate más modernas con prestaciones y capacidad de reacción muy superiores a las de este aparato histórico.